# Metro v Permu
S výstavbou metra v ruském městě Perm se počítalo již od konce 70. let 20. století, avšak teprve až v letech osmdesátých byly provedeny potřebné práce, hlavně v oblasti projektování. Po roce 1991 však musely být vzhledem ke změně hospodářské situace odloženy a celý plán tak byl odsunut a později přepracován.
Roku 2001 byl v Permu zřízen Federální program pro výstavbu a rozvoj metra (rusky Федеральная программа строительства и развития метрополитена), podle něj měla výstavba začít v roce 2005. První úsek se měl budovat zhruba deset let a být otevřen někdy v polovině následujícího desetiletí. Vše se však nepodařilo realizovat a opět tak muselo dojít k zastavení příprav; stavební práce se nerozjely a celý plán tak opět skončil.

## Koncepce
Metro v Permu mělo být klasickou sítí se třemi linkami (ovšem pouze výhledově; na mapě jsou zmíněny zatím jen linky dvě). Jako jedny z mála v Rusku jsou značeny písmeny (А, Б) a mají též svoje názvy (Levoberežno-Zavodskaja, Motovilichinskaja); křížit se měly v centru města pod náměstím Ploščaď Kazanskoj Zastavy. Při výstavbě se mělo začít s jižním úsekem modré (druhé) linky, který by byl vybudován až k centru města. Tam by byla již situace složitější než při výstavbě v okrajových částech, neboť by bylo nutné překonat mnohé překážky – významné komunikace, s nimiž se mělo metro křížit, a starou zástavbu. Po dokončení prvních dvou linek se později uvažovalo i o síti lehkého metra, která by podzemní dráhu doplnila, hlavně ve východní části Permu.